# Dorcadion subinterruptum
Dorcadion subinterruptum är en skalbaggsart som beskrevs av Maurice Pic 1900. Dorcadion subinterruptum ingår i släktet Dorcadion och familjen långhorningar. Inga underarter finns listade i Catalogue of Life.